# New Windsor (Maryland)
New Windsor és una població dels Estats Units a l'estat de Maryland. Segons el cens del 2000 tenia 1.303 habitants.

## Demografia
Segons el cens del 2000, New Windsor tenia 1.303 habitants, 491 habitatges, i 369 famílies. La densitat de població era de 708,6 habitants per km².
Dels 491 habitatges en un 40,7% hi vivien nens de menys de 18 anys, en un 60,3% hi vivien parelles casades, en un 11,8% dones solteres, i en un 24,8% no eren unitats familiars. En el 22,2% dels habitatges hi vivien persones soles el 9,6% de les quals corresponia a persones de 65 anys o més que vivien soles. El nombre mitjà de persones vivint en cada habitatge era de 2,65 i el nombre mitjà de persones que vivien en cada família era de 3,11.
Per edats la població es repartia de la següent manera: un 30,4% tenia menys de 18 anys, un 6,1% entre 18 i 24, un 34,8% entre 25 i 44, un 16% de 45 a 60 i un 12,7% 65 anys o més.
L'edat mediana era de 33 anys. Per cada 100 dones de 18 o més anys hi havia 89 homes.
La renda mediana per habitatge era de 51.779 $ i la renda mediana per família de 55.972 $. Els homes tenien una renda mediana de 40.403 $ mentre que les dones 27.986 $. La renda per capita de la població era de 20.090 $. Entorn del 3,3% de les famílies i el 2,7% de la població estaven per davall del llindar de pobresa.

## Poblacions més properes
El següent diagrama mostra les poblacions més properes.